# 4.º distrito congresional de Nevada
El 4.º distrito congresional es un distrito congresional que elige a un Representante para la Cámara de Representantes de los Estados Unidos por el estado de Nevada.  Actualmente el distrito está representado por el Demócrata Steven Horsford. El distrito fue creado a partir del censo de los Estados Unidos de 2010 y empezó a funcionar en el 113.º Congreso.

## Geografía
El 4.º distrito congresional se encuentra ubicado en las coordenadas 37°47′N 117°38′O / 37.79, -117.63. El distrito abarca parte del norte del condado de Clark, White Pine y partes del condado de Lyon, y todo los condados de Esmeralda, Mineral y Nye. 